# Charles Seymour, 6. Duke of Somerset

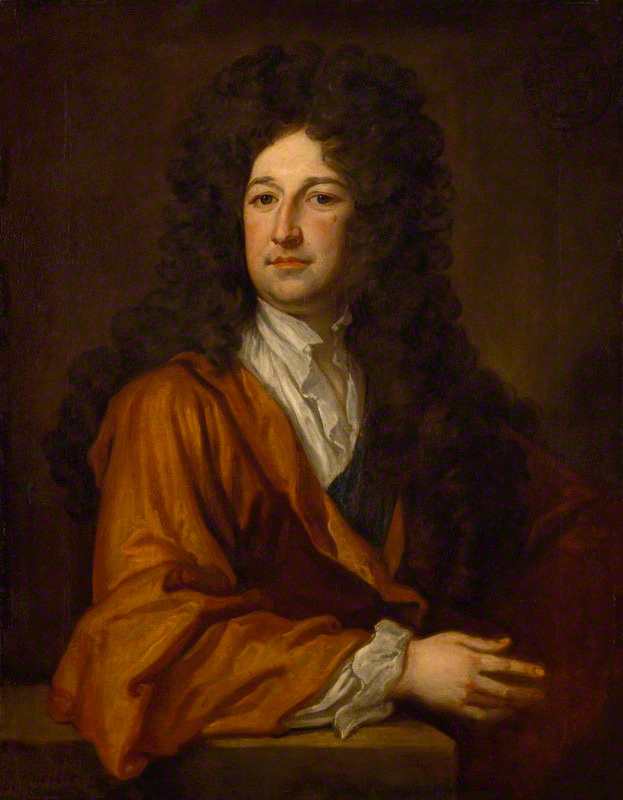
Godfrey Kneller: Charles Seymour, 6. Duke of Somerset, um 1703

Charles Seymour, 6. Duke of Somerset, KG PC, (* 13. August 1662; † 2. Dezember 1748 in Petworth House) war ein englisch-britischer Peer und Hof- und Staatsbeamter. Er war von 1702 bis 1716 Master of the Horse und 1702 Lord President of the Council.

## Leben
Charles war der zweite Sohn von Charles Seymour, 2. Baron Seymour of Trowbridge, und Lady Elizabeth Bennett. Nachdem der 3. und 4. Duke of Somerset kinderlos gestorben waren, erbte der Cousin des 4. Duke, Charles älterer Bruder Francis 1675 den Titel. Nachdem Francis 1678 während seiner Grand Tour im Alter von zwanzig Jahren von dem Genueser Horatio Botti, dessen Frau er in Lerici entehrt haben soll, erschossen wurde, erbte der damals 16-jährige Charles die Titel Duke of Somerset und Baron Seymour of Trowbridge. Er studierte zu diesem Zeitpunkt noch am Trinity College der Universität Cambridge, das er später großzügig förderte. Trotz des Schicksals seines Bruders unternahm er zwischen 1679 und 1681 ebenfalls eine Grand Tour nach Italien.
Am 30. Mai 1682 heiratete er Lady Elizabeth Percy, Tochter des Joceline Percy, 5. Earl of Northumberland, Witwe des Henry Percy, Earl of Ogle und des Thomas Thynne of Longleat, sowie Erbin der Ländereien der Familie Percy. Vor der Hochzeit war vereinbart worden, dass er den Namen Percy annahm, doch zu seiner Erleichterung verzichtete seine Frau nach der Hochzeit hierauf.
1682 wurde er Lord Lieutenant für das East Riding of Yorkshire und 1683 für Somerset, 1684 wurde er in den Hosenbandorden aufgenommen. 1685 kommandierte er bei der Niederschlagung der Monmouth Rebellion im Rang eines Brigadier-General das Milizregiment von Somerset. Im selben Jahr wurde er Gentleman of the Bedchamber Jakobs II. sowie Colonel des 3rd Regiment of Dragoons. 1687 verlor er alle seine Ämter, als er sich weigerte, den Apostolischen Nuntius Ferdinando D’Adda am Hofe von Windsor vorzuführen. Während der Glorious Revolution stand er auf der Seite des Prinzen von Oranien und wirkte 1689 als Lord Speaker des House of Lords. Seit 1692 mit Prinzessin Anne befreundet, wurde er nach ihrer Thronbesteigung einer ihrer bevorzugten Günstlinge und erhielt 1702 den Posten des Master of the Horse. 1701 wurde er ins Privy Council aufgenommen und vom 29. Januar bis 9. Juli 1702 hatte er das Amt des Lord President of the Council inne. Durch Marlborough wenig beachtet, freundete er sich mit den Tories an und konnte sich das Vertrauen der Königin erhalten, während seine Gattin Lady Elisabeth 1711 Sarah Churchill, als Mistress of the Robes ersetzte.
In der denkwürdigen Krise, als Königin Anne im Sterben lag, handelte Seymour gemeinsam mit Argyll, Shrewsbury und anderen Whig-Adligen, die, indem sie auf ihrem Recht der Anwesenheit an den Sitzungen des Privy Councils bestanden, die Nachfolge für das Haus Hannover sicherten. Er behielt das Amt des Master of the Horse bis 1716, doch unter der Herrschaft Georgs I. und Georgs II. konnte er an seine frühere Stellung nicht anknüpfen, so dass er sich auf seine Güter zurückzog, wo er 1748 im Alter von 86 Jahren starb.
Der Duke of Somerset wird als ein bemerkenswert gutaussehender Mann geschildert, der eine geradezu übermäßige Freude daran hatte, hervorgehobene Rollen in Hofzeremonien zu spielen. Seine Eitelkeit, die ihm den Beinamen the proud duke (dt. der stolze Herzog) einbrachte, war schon bei den Zeitgenossen sprichwörtlich und Gegenstand zahlreicher Anekdoten. Macaulays Beschreibung des Dukes als Mann, in dem sich Geburtsstolz und Rang fast krankhaft steigerten, ist wohlbekannt. Das Vermögen seiner ersten Frau ermöglichte es ihm, sein Londoner Stadtpalais Northumberland House sowie die Landsitze Syon und Petworth House prächtig auszubauen. Dazu sammelte er zahlreiche Gemälde, darunter Bilder von Lorrain, aber auch von zeitgenössischen Malern wie John Laguerre, John Closterman, John Riley und John Wootton.
Von 1688 bis zu seinem Tod war er Kanzler der Universität Cambridge.

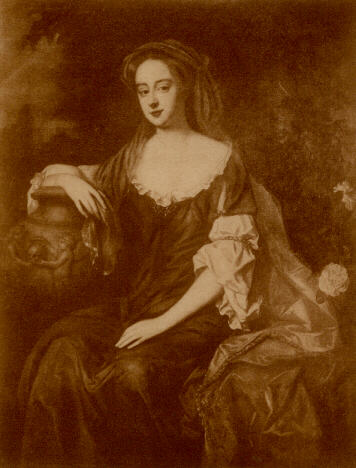
Seine erste Gattin Elizabeth Seymour, Duchess of Somerset, um 1710

## Familie und Nachkommen
Aus seiner ersten Ehe mit Lady Elizabeth Percy († 1722) hatte er acht Kinder:
- Lady Catherine Seymour (1682–1731) ⚭ 1708 Sir William Wyndham, 3. Baronet;
- Lady Anne Seymour (1683–1722) ⚭ 1709 Peregrine Hyde Osborne, 3. Duke of Leeds;
- Charles Seymour, Earl of Hertford (1683–1683);
- Algernon Seymour, 7. Duke of Somerset (1684–1750) ⚭ 1715 Lady Frances Thynne;
- Lord Percy Seymour (1686–1721), MP;
- Lord Charles Seymour (1688–1710);
- Lady Elizabeth Seymour (1685–1734) ⚭ 1707 Henry O’Brien, 7. Earl of Thomond;
- Lady Frances Seymour († 1720).

Nach dem Tod seiner ersten Gattin heiratete er am 4. Februar 1726 in zweiter Ehe Lady Charlotte Finch, die Tochter von Daniel Finch, 2. Earl of Nottingham. Mit ihr hatte er zwei Töchter:
- Lady Frances Seymour (1728–1761) ⚭ 1750 Lieut.-Gen. John Manners, Marquess of Granby;
- Lady Charlotte Seymour (1730–1805) ⚭ 1750 Heneage Finch, 3. Earl of Aylesford.

Erbe seiner Adelstitel wurde 1748 sein einziger noch lebender Sohn aus erster Ehe, Algernon Seymour.